# Ordjakten
Ordjakten var ett lek- och spelprogram som sändes i TV4 vardagseftermiddagar åren 2003–2007. Programmet ändrades en del genom åren.
Programmet började sändas den 3 februari 2003, med Sofia Isaksson och Linda Bengtzing som de första programledarna. Programmet lanserades i samma veva som det liknande programmet Pussel som hade premiär dagen efter. Både Ordjakten och Pussel byggde på holländska programformat. Senare tillkom Thérèse Ekberg. Linda Bengtzing slutade som programledare strax före  Melodifestivalen 2005, som hon deltog i. De sista två som ledde programmet var Maria Lodenborg och Paulinne Arpi.

## Tittartävlingen
Programidén var att låta tittarna lösa en ordpyramid och sedan ringa in och ge rätt lösning i direktsändning. Om man kom fram och gav rätt lösning till pyramiden vann man så mycket pengar som pyramiden var värd. Pyramidlösaren fick själv välja kategori på frågan, nöje, sport, geografi eller blandat. Majoriteten av de som kom fram valde blandat. I varje program var det runt 3 stycken ordpyramider för tittarna att lösa och varje pyramid hade sin speciella vinstsumma, 2 500, 5 000 eller 10 000 kronor. Det ord som skulle hittas fanns längre och längre ner i pyramiden när prissumman steg.

## I studion
Förutom att tittarna fick chansen att ringa in och tävla så fanns det alltid fyra nya tävlande på plats i studion. De möttes två och två i olika tävlingsmoment där det gällde att vara snabb på knappen och på så sätt få chansen att svara rätt och då få 10 poäng. De tävlande stod i två pultar och i varje pult fanns en knapp som de tävlande skulle trycka på om de ville svara. Först på knappen innebar förtur att få svara. Vinnarna i omgång ett gick vidare till semifinal och vinnaren där gick till final. Finalen innebar att den tävlande i studion skulle lösa en ordpyramid. Ett ord på tre bokstäver stod högst upp i pyramiden och uppgiften för den tävlande var att flytta ner ordets tre bokstäver till raden under och lägga till ytterligare en bokstav för att på så sätt bilda ett nytt, specifikt, ord. Sista ordet i pyramiden hade åtta bokstäver och den tävlande hade 45 sekunder på sig att lösa hela. Vid varje löst ord i pyramiden stannades klockan och den tävlande fick frågan och denne ville fortsätta eller stanna och ta pengarna som fanns på den nuvarande nivån. 1 000 kronor var man garanterad i och med det första ordet på tre bokstäver och ord två på fyra bokstäver var värt 2 000 kronor. Varje nytt ord skulle bestå av det gamla ordets bokstäver, omplacerade, plus en ny. Tredje ordet bestod således av fem bokstäver, och var värt 4 000 kronor. Det femte: 6 000, sjätte: 8 000 kronor, sjunde: 10 000 kronor. Lyckades man lösa hela pyramiden så vann man 30 000 kronor.

## Jubileumsprogram
Tisdagen den 23 augusti 2005 firade Ordjakten 900 program. Programledare var just denna dag Paulinne Arpi. Anki Edvinsson som var ute på semester denna dag agerade material för en tävling – att gissa hur långt hon kunde slå en golfboll.

## Övrigt
- Den första vinnaren av programmet var Per Byman som vann 6 000 kronor genom att i sista sekunden klara av ordet "donera". Byman är sedan 2012 generalsekreterare för Radiohjälpen.

- Det sista säsongsprogrammet var det 1020:e sedan starten 2003 och i det programmet var det endast en tittarpyramid, värd 200 000 kronor, vilket var rekord för programmet.